# Сегідилья
Сегідилья — іспанський народний танець, що зазвичай супроводжується співом, і текст цих пісень.
Виник в XV–XVI століттях. Характерний для регіонів іспанської Кастилії, зокрема, Кастилія-ла-В'єха, району Мадрид і Кастилія-Леон.
Для мелодій сегідильї типовий мажор, іноді чергується з паралельним мінором, розмір 3/4, рухливий темп (allegro) і життєрадісний характер. Тексти пісень переважно мають ліричний або жартівливий зміст. Акомпануючі інструменти — кастаньєти, гітари, мандоліни, лютні. Іноді беруть участь флейти й барабани.